# Гранов (Харьковская область)
Грано́в либо Граны́ (укр. Гранів), село,
Козачо-Лопанский поселковый совет,
Дергачёвский район,
Харьковская область.
Код КОАТУУ — 6322055602. Население по переписи 2001 года составляет 125 (58/67 м/ж) человек.

## Географическое положение
Село Гранов находится на левом берегу реки Лопань на границе с Россией, выше по течению на расстоянии в 2 км расположено село Красный Хутор (Белгородская область), ниже по течению на расстоянии в 1 км — пгт Казачья Лопань, на противоположном берегу — село Шевченко.

## Транспорт
В селе имеется железнодорожная платформа и недействующий вокзал Граны Белгородского направления ЮЖД.

## История
- 1750 — дата основания.